# Completitud (estadística)
En estadística, la completitud es una propiedad de un estadístico que tiene información sobre los parámetros subyacentes de una distribución de probabilidad de una manera en cierto modo óptima.
Es una propiedad relacionada con la de la suficiencia y se manifiesta a menudo a la vez que ella.

## Definición matemática
Si una variable aleatoria escalar {\displaystyle X} tiene una distribución de probabilidad que pertenece a una familia conocida {\displaystyle P_{\theta }} parametrizada por {\displaystyle \theta } y {\displaystyle s(X)} es un estadístico basado en {\displaystyle X}, entonces {\displaystyle s(X)} es un estadístico completo cuando para cada función medible {\displaystyle g} se cumple que:
{\displaystyle \operatorname {E} [g(s(X))]=0} para cada {\displaystyle \theta } significa que {\displaystyle \operatorname {P} _{\theta }[g(s(X))=0]=1}  para cada valor {\displaystyle \theta }